# Сан-Жерониму-да-Серра
Сан-Жерониму-да-Серра (порт. São Jerônimo da Serra)  —  муниципалитет в Бразилии, входит в штат Парана. Составная часть мезорегиона Север Пиунейру-Паранаэнси. Входит в экономико-статистический  микрорегион Асаи. Население составляет 10 623 человека на 2006 год. Занимает площадь 823,773 км². Плотность населения — 12,9 чел./км².

## История
Город основан в 1947 году.

## Статистика
- Валовой внутренний продукт на 2003 год составляет 62 700 286,00 реалов (данные: Бразильский институт географии и статистики).
- Валовой внутренний продукт на душу населения на 2003 год составляет 5628,39 реалов (данные: Бразильский институт географии и статистики).
- Индекс развития человеческого потенциала на 2000 год составляет 0,674 (данные: Программа развития ООН).

## География
Климат местности: субтропический. В соответствии с классификацией Кёппена, климат относится к категории Cfb.